# Cotiglet
Cotiglet – wieś w Rumunii, w okręgu Bihor, w gminie Ceica. W 2011 roku liczyła 400 mieszkańców.